# グリーン島 (エジプト)
グリーン島（阿: الجزيرةالخضراء）は紅海北部、スエズ運河南側河口に位置する人工島。スエズ運河南側出入口の防衛目的で建設された要塞島で、エジプトとイスラエルの消耗戦争中の1969年にイスラエル国防軍特殊部隊の襲撃を受け、破壊された。

## 概要
グリーン島は、第二次世界大戦中にイギリス軍がスエズ運河防衛のために建設した要塞で、スエズの南約4キロメートルに位置する。島はサンゴ礁上に鉄筋コンクリートで建設され、全長145メートル、幅50メートル、周囲を高さ2.4メートルの防波堤で固め、防波堤上には侵入防止のためカミソリ状有刺鉄線が設置されていた。島の中央には大きな中庭と平屋建の兵舎があり、島の北端には高さ5メートルの円形の塔に対空レーダーと機関銃陣地を設置し、コンクリート製連絡橋で繋がっていた。島には多数の機関銃陣地、対空砲陣地がコンクリート製バンカー内に設置されており、島の南側は岩場となっていた。

## 消耗戦争におけるグリーン島襲撃
消耗戦争中の1969年7月19日深夜、イスラエル国防軍特殊部隊のシャイェテット・13とサイェレット・マトカルの隊員40人が島の無力化を目的に襲撃。島には約100人のエジプト軍兵士が駐留しており、銃撃戦の末、エジプト軍は30名以上が戦死、イスラエル国防軍も戦死者6名、負傷者11名を出したが、島の北側で176ポンドの爆弾を起爆させて施設の破壊に成功している。